# Yoshiteru Yamashita
Yoshiteru Yamashita (山下 芳輝 Yamashita Yoshiteru?,  nacido el 21 de noviembre de 1977 en Fukuoka) es un exfutbolista japonés que se desempeñaba como delantero.
Yamashita jugó 3 veces para la selección de fútbol de Japón entre 2001 y 2003. Yamashita fue elegido para integrar la selección nacional de Japón para los Copa FIFA Confederaciones 2001.

## Trayectoria

### Clubes
| Club           | País  | Año         |
| -------------- | ----- | ----------- |
| Avispa Fukuoka | Japón | 1996 - 2001 |
| Vegalta Sendai | Japón | 2002 - 2003 |
| Kashiwa Reysol | Japón | 2004 - 2006 |
| Omiya Ardija   | Japón | 2005        |
| Tochigi SC     | Japón | 2007        |
| FC Ryukyu      | Japón | 2008 - 2010 |

### Selección nacional
| Selección | País  | Año         |
| --------- | ----- | ----------- |
| Absoluta  | Japón | 2001 - 2003 |

## Estadística de equipo nacional
| Selección de Japón | Selección de Japón | Selección de Japón |
| Año                | Part.              | Goles              |
| ------------------ | ------------------ | ------------------ |
| 2001               | 2                  | 0                  |
| 2002               | 0                  | 0                  |
| 2003               | 1                  | 0                  |
| Total              | 3                  | 0                  |